# Gauck-Rede zu Deutschlands Rolle in der Welt

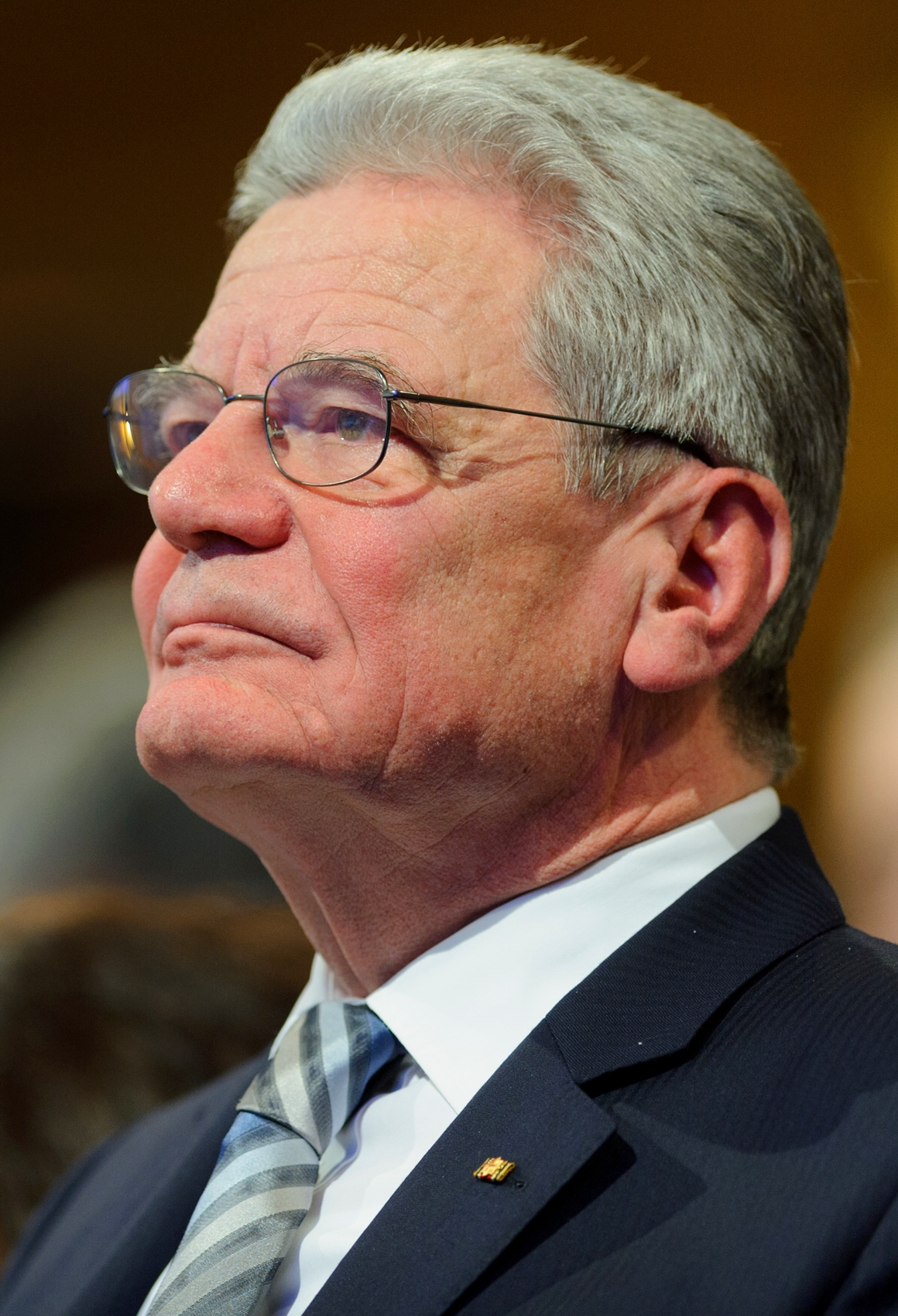
Joachim Gauck auf der 50. Münchner Sicherheitskonferenz (2014)

Die Gauck-Rede zu Deutschlands Rolle in der Welt am 31. Januar 2014 war eine Rede des damaligen deutschen Bundespräsidenten, Joachim Gauck zur Eröffnung der 50. Münchner Sicherheitskonferenz im Hotel Bayerischer Hof in München. Sie begründete das Format der Berliner Rede. Offiziell trug sie den vollständigen Titel „Deutschlands Rolle in der Welt: Anmerkungen zu Verantwortung, Normen und Bündnissen“.

## Inhalte
Zentrales Zitat der Rede war folgender Abschnitt:

„Die Bundesrepublik sollte sich als guter Partner früher, entschiedener und substanzieller einbringen.“

Gauck forderte eine neue deutsche Außenpolitik, verbunden mit einem stärkeren außenpolitischen Engagement Deutschlands, das ein größeres Selbstbewusstsein zeigen und mehr Verantwortung übernehmen müsse. „Manchmal kann auch der Einsatz von Soldaten erforderlich sein.“ Der Bundespräsident bezeichnete die Bundesrepublik als „das beste Deutschland, das wir je hatten“. Das Land dürfe sich nicht hinter seiner historischen Schuld verstecken. An die Adresse der Bundesregierung richtete er den Appell, „nicht die Augen [zu] verschließen, vor Bedrohungen [zu] fliehen“. Abschließend mahnte der Bundespräsident eine Korrektur des deutschen Selbstbildes an. Die bisherigen sechs Jahrzehnte der Bundesrepublik als freier und stabiler Staat rechtfertigten ein „Zutrauen und Vertrauen“ der Deutschen zu sich selbst. Gauck nannte dies eine Voraussetzung, um „verlässlich für die Partner“ in der Welt zu sein.

## Einordnung
Die Rede fand große Beachtung. Wenige Reden von Joachim Gauck haben sich so eingeprägt. Es war das erste Mal, dass der Bundespräsident die Münchner Sicherheitskonferenz eröffnete. Die Konferenz gilt als zentraler Ort des transatlantischen Meinungsaustausches.
Zeitlich lag die Rede kurz vor der Annexion der Krim 2014. Noch 2010 war Horst Köhler als Bundespräsident zurückgetreten, nach Kritik an seinen Äußerungen, dass „im Notfall auch militärischer Einsatz notwendig ist, um unsere Interessen zu wahren, zum Beispiel freie Handelswege“.
Bereits im Herbst 2013 hatten zwei Denkfabriken, die Stiftung Wissenschaft und Politik (SWP) und der German Marshall Fund (GMF), die Studie „Neue Macht, neue Verantwortung“ veröffentlicht, die ebenfalls eine aktivere deutsche Rolle in der Welt forderte.
Gauck äußerte 2024, er habe damals schon länger auf eine geeignete Gelegenheit gewartet, anzusprechen, Deutschland solle „seine neue gewonnene Rolle als vertrauenswürdige starke Demokratie international gebührend einbringen“.